# Лильо, Бальдомеро
Бальдомеро Лильо Фигероа (исп. ; 6 января 1867, Лота, Чили — 10 сентября 1923, Сан-Бернардо (Чили)) — чилийский писатель. Представитель литературного натурализма.
Считается зачинателем жанра социального реализма (близкого к социалистическому реализму) в чилийской литературе.

## Биография
Родился в семье работника горнодобывающей компании. Брат Самуэля Лильо (1870—1958), поэта и прозаика, лауреата Национальной премии Чили в области литературы (1947).
Его дядя Эусебио Лильо — автор слов национального гимна Чили.
Работал служащим на шахтах. Среднюю школу не смог закончить из-за тяжёлого материального положения.
В 1898 году переехал в Сантьяго, сменил ряд работ, пока его брат Самюэль не получил его работу в Университете Чили.
Уже в юности он в нём проснулось влечение к поэзии. В 1903 году он выиграл конкурс сказок в одном из католических журналов. Стал сотрудничать с прессой.

## Творчество
Писал под влиянием натурализма Золя, Бальзака и русских писателей конца XIX века, в первую очередь, Ф. Достоевского, в своих книгах отразил бедственное положение шахтёров и крестьян Чили.
В 1904 опубликовал книгу рассказов «Под землёй» (в русском переводе — «Пост № 12», 1962) о каторжной жизни шахтёров, разоблачающую жестокую эксплуатацию их империалистическими компаниями. Рассказы сборника «Под солнцем» (1907) рисуют жизнь чилийского крестьянства. В числе других произведений — «Народные рассказы» (опубл. 1942), «„Находка“ и другие морские рассказы» (опубл. 1956).
Произведения Бальдомеро Лильо заложили основы современной реалистической литературы Чили.

## Избранные произведения
- 1904 — Subterra
- 1907 — Sub sole'
- 1947 — Relatos Populares
- 1956 — El hallazgo y otros cuentos del mar
- 1964 — Pesquisa trágica